# Arthur Bostrom
Arthur Bostrom (Rugby (Engeland), 6 januari 1955) is een Engels acteur en schrijver. Bostrom is voornamelijk bekend geworden door zijn rol als agent Crabtree in de BBC-sitcom 'Allo 'Allo!.

## Biografie
Op 6 januari 1955 wordt Arthur Bostrom in Rugby geboren. Na gestudeerd te hebben aan de universiteit van Durham speelde hij diverse rollen in theaters in onder andere Watford, Plymouth, Exeter en Birmingham.
Bostrom is voor het grootste deel bekend geworden door zijn rol als agent Crabtree in de BBC-komedie  'Allo 'Allo . Tussen 1985 en 1992 speelde hij 73 afleveringen in de serie. Ook vertolkte hij deze rol in de West End-theatervoorstellingen van  'Allo 'Allo.
In de serie was hij tijdens de bezetting een Engels sprekende geheim agent vermomd als Franse politieagent, die Frans probeerde te praten. Hij zegt bijvoorbeeld "Good Moaning!" in plaats van "Good Morning" en "I was just pissing roond the corner" in plaats van "I was just passing round the corner". In het echte leven echter spreekt Bostrom vloeiend, accentloos Frans.
Tegenwoordig speelt Arthur Bostrom voornamelijk mee in theatervoorstellingen in Groot-Brittannië. Ook speelt hij enkele gastrollen in diverse televisieprogramma's
In 2006 speelde Bostrom de rol van agent Crabtree nogmaals in de Nederlandse jeugdfilm Sinterklaas en het Uur van de Waarheid van regisseur Martijn van Nellestijn.